# Brit Awards de 2018
O Brit Awards de 2018 foi realizado em 21 de fevereiro de 2018 na The O2 Arena, em Londres. Esta foi a 38ª edição da premiação anual de música pop da British Phonographic Industry. Em 8 de dezembro de 2017, Jack Whitehall foi anunciado como o apresentador. O escultor Sir Anish Kapoor desenhou a estatueta do Brit Award que foi entregue aos vencedores. Dua Lipa tornou-se a artista com o maior numero de indicações em uma unica edição da premiação, com um total de 5, dos quais ganhou 2. Outros artistas indicados incluíam Foo Fighters e Ed Sheeran.

## Performances
Ariana Grande apresentaria um tributo em memória das vítimas do atentado na Manchester Arena em 2017, mas cancelou a performance devido a problemas de saúde. Liam Gallagher, no entanto, cantou no lugar de Ariana, com a canção "Live Forever".
| Artista                     | Canção                                                      | Apresentado por      |
| The BRITs Are Coming        | The BRITs Are Coming                                        | The BRITs Are Coming |
| --------------------------- | ----------------------------------------------------------- | -------------------- |
| Paloma Faith                | "Crybaby"                                                   | Emma Willis          |
| Clean Bandit Julia Michaels | "Symphony" "I Miss You "                                    | Emma Willis          |
| J Hus                       | "Did You See"                                               | Emma Willis          |
| Liam Payne                  | "Strip That Down"                                           | Emma Willis          |
| Jorja Smith Stormzy         | "Let Me Down"                                               | Emma Willis          |
| Premiação                   |                                                             |                      |
| Justin Timberlake           | "Midnight Summer Jam" "Say Something" (com Chris Stapleton) | Jack Whitehall       |
| Rag'n'Bone Man Jorja Smith  | "Skin"                                                      | Jack Whitehall       |
| Dua Lipa                    | "New Rules"                                                 | Jack Whitehall       |
| Ed Sheeran                  | "Supermarket Flowers"                                       | Jack Whitehall       |
| Foo Fighters                | "The Sky Is a Neighborhood"                                 | Jack Whitehall       |
| Liam Gallagher              | "Live Forever"                                              | Gary Barlow          |
| Sam Smith                   | "Too Good at Goodbyes"                                      | Jack Whitehall       |
| Kendrick Lamar Rich the Kid | "Feel" "New Freezer"                                        | Jack Whitehall       |
| Rita Ora                    | "Your Song" "Anywhere" "For You" (com Liam Payne)           | Jack Whitehall       |
| Stormzy                     | "Blinded by Your Grace, Pt. 2" "Big for Your Boots"         | Jack Whitehall       |

## Vencedores e nomeados
As nomeações haviam sido reveladas em 13 de janeiro de 2018.
| Álbum Britânico do Ano (apresentado por Nile Rodgers) | Single Britânico (apresentado por Emma Willis e Dermot O'Leary) |
| --- | --- |
| - Stormzy – "Gang Signs & Prayer" - Rag'n'Bone Man – Human - Dua Lipa – Dua Lipa - J Hus – Common Sense - Ed Sheeran – ÷ | - Rag'n'Bone Man – "Human" - J Hus – "Did You See" - Clean Bandit com part. de Zara Larsson – "Symphony" - Liam Payne com part. de Quavo – "Strip That Down" - Calvin Harris com part. de Pharrell Williams, Katy Perry e Big Sean – "Feels" - Dua Lipa – "New Rules" - Ed Sheeran – "Shape of You" - Jax Jones com part. de Raye – "You Don't Know Me" - Jonas Blue com part. de William Singe – "Mama" - Little Mix – "Touch" |
| Cantor Britânico (apresentado por Little Mix) | Cantora Britânica (apresentado por Millie Bobby Brown e Kylie Minogue) |
| - Stormzy - Ed Sheeran - Liam Gallagher - Loyle Carner - Rag'n'Bone Man | - Dua Lipa - Paloma Faith - Kate Tempest - Jessie Ware - Laura Marling |
| Grupo Britânico (apresentado por Luke Evans e Hailey Baldwin) | Revelação Britânica (apresentado por Clara Amfo e Alice Levine) |
| - Gorillaz - Wolf Alice - London Grammar - The xx - Royal Blood | - Dua Lipa - Dave - J Hus - Loyle Carner - Sampha |
| Vídeo Britânico do Ano (apresentado por Jennifer Hudson, Tom Jones e Olly Murs) | Escolha da Crítica (apresentado por Rag'n'Bone Man no The BRITs Are Coming) |
| - Harry Styles – "Sign of the Times" - Ed Sheeran – "Shape of You" - Liam Payne com part. de Quavo – "Strip That Down" - Little Mix – "Touch" - Zayn e Taylor Swift – "I Don't Wanna Live Forever" Eliminados: - Anne-Marie – "Ciao Adios" - Calvin Harris com part. de Pharrell Williams, Katy Perry e Big Sean – "Feels" - Clean Bandit com part. de Zara Larsson – "Symphony" - Dua Lipa – "New Rules" - Jonas Blue com part. de William Singe – "Mama" | - Jorja Smith - Mabel - Stefflon Don |
| Cantor Internacional (apresentado por Harry Kane e Camila Cabello) | Cantora Internacional (apresentado por Adwoa Aboah e Ellie Goulding) |
| - Kendrick Lamar - Childish Gambino - Drake - Beck - DJ Khaled | - Lorde - Taylor Swift - Björk - P!nk - Alicia Keys |
| Grupo Internacional (apresentado por Anna Friel e Damian Lewis) | Produtor Britânico do Ano (apresentado por Ed Sheeran no Tapete vermelho) |
| - Foo Fighters - Arcade Fire - LCD Soundsystem - Haim - The Killers | Steve Mac |
| Prêmio Sucesso Global (apresentado por Elton John e Ronnie Wood) | |
| Ed Sheeran | |